# Vincent Walsh
Vincent „Vinne” Walsh (ur. 4 lutego 1972 w Dublinie) – kanadyjski aktor, scenarzysta, muzyk, kompozytor piosenek i gitarzysta dublińskiego zespołu Jericho Mile. Dwukrotnie nominowany do Nagrody Gemini.

## Życiorys
Urodził się w Dublinie w Irlandii w rodzinie pochodzenia irlandzkiego i włoskiego. Dorastał w Irlandii, Montrealu i Toronto. Od najmłodszych lat interesował się aktorstwem i śpiewem. 
Karierę rozpoczął od udziału w serialu PBS / CBC Szkoła średnia Degrassi (Degrassi High, 1989–1990), gdzie zagrał rolę Patricka. Następnie wystąpił w komediodramacie Nieważny człowiek (A Man of No Importance, 1994) u boku Alberta Finneya, przygodowej komedii fantastycznonaukowej Stuarta Gordona Kowboje przestrzeni (Space Truckers, 1996) z Dennisem Hopperem i komediodramacie Ostatnie takie lato (The Last of the High Kings, 1996) z Jaredem Leto. W dramacie wojennym Stevena Spielberga Szeregowiec Ryan (Saving Private Ryan, 1998) pojawił się jako żołnierz na plaży.
Za rolę kapitana Charliego Collinsa w telewizyjnym dwuczęściowym dramacie historycznym Zdewastowane miasto (Shattered City: The Halifax Explosion, 2003) z Pete Postlethwaite i Grahamem Greene zdobył nominację do Nagrody Gemini za najlepszy występ aktora w roli drugoplanowej w programie lub miniserialu dramatycznym. Wcielił się w młodego Ernesta Hemingwaya w telewizyjnym dramacie biograficznym Hemingway kontra Callaghan (Hemingway vs. Callaghan, 2003). Rola Eddiego Cullena w jednym z odcinków serialu kryminalnego Detektyw Murdoch (Murdoch Mysteries) – pt. Buntownik i książę (The Rebel and the Prince, 2008) przyniosła mu nominację do Nagrody Gemini za najlepszy występ aktora w gościnnej roli gościnnej w serialu dramatycznym. W filmie biblijnym Cyrusa Nowrasteha Młody Mesjasz (The Young Messiah, 2016) zagrał postać Józefa z Nazaretu.
W 2003 ożenił się z Eileen Heffernan, mają dwoje dzieci.

## Filmografia

### Filmy
- 1996: Kowboje przestrzeni jako Rigid
- 1997: Marie Curie: More Than Meets the Eve (TV) jako kurier wojskowy
- 1997: Bloodlines: Legacy of a Lord jako kasjer
- 1998: Szeregowiec Ryan jako żołnierz na plaży
- 1998: Tajemniczy rycerze jako Agnus
- 2001: Bachelors Walk jako Davor
- 2002: Pogawędki z duchami jako Frankie
- 2003: Hemingway i Callaghan jako Ernest Hemingway
- 2003: Zdewastowane miasto jako Kapitan Charlie Collins
- 2004: ReGenesis jako Colin Digby
- 2004: Otwarte serce jako Mark Gover
- 2006: Gwiazda od zaraz jako Liam Fenway
- 2008: Bridal Fever jako Mark

### Seriale
- 1989–1990: Szkoła średnia Degrassi (Degrassi High) jako Patrick
- 2001–2004: Pokolenie mutantów jako Morrison
- 2002–2005: Jedenasta godzina jako sierżant Gabe Garolway
- 2008: Detektyw Murdoch jako Eddie Cullen